# 42849 Подяворинська
42849 Подяворинська (42849 Podjavorinská) — астероїд головного поясу, відкритий 15 вересня 1999 року.
Тіссеранів параметр щодо Юпітера — 3,288.